# Premio a la iniciativa europea
El Premio a la iniciativa europea es un premio periodístico, creado en 2003 por la Maison de l'Europe y por el club de la Prensa europea con el apoyo del Parlamento europeo.
El Premio por la iniciativa europea es concedido cada año a protagonistas del mundo de la información (periodistas o medios de comunicación) que han destacado de manera particularmente significativa por su labor en la construcción europea.
La ceremonia para la entrega de premios se celebró en junio en la Maison de l’Europe de París en el hotel de Villiers, mansión del siglo XIX, propiedad de la Ciudad de París y situada en el XVII distrito de París.
Tras la entrega de premios se debate habitualmente las temáticas europeas.
El jurado - presidido por la Sra Catherine Lalumière, presidenta de la Maison de l’Europe de París – está compuesto por intelectuales franceses y europeos.
El Premio comprende un diploma de honor y un objeto de arte, ofrecido por el Parlamento europeo. Son tres los premios asignados habitualmente cada año, "todos ex aequo".

## Lista de laureados
Edición 2004
24 de junio de 2004
- La revista europea sobre internet « Cafebabel.com »
- La emisión « Cause Commune » sobre France Culture
- Anne-marie Autissier por sa revista « Culture Europe International»
- El periódico « La Croix »

Edición 2005
23 de junio de 2005
- Christine Ockrent por la emisión « France Europe Express » sobre France 3
- François-Régis Hutin, presidente director general del periódico « Ouest-France »

Edición 2006
28 de junio de 2006
- Ferdinando Riccardi y Marina Gazzo, respectivamente editor y redactora jefe de « l’Agence europe »
- Gérard Lignac, présidente director général de « Dernières Nouvelles d’Alsace
- Bernard Guetta, periodista y columnista con « France Inter » y con « l’Express »

Edición 2007
27 de junio de 2007
- Jérôme Clément, présidente d’ARTE
- Daniel Vernet, director de Relaciones Internacionales « Le Monde »
- Laurence Aubron por « Eur@dionantes »

Edición 2008
26 de junio de 2008
- Françoise Crouïgneau, redactora jefa del servicio internacional del periódico « Les Échos »
- Philippe Dessaint por la emisión « Kiosque » de TV5 Monde
- Jean-Pierre Gouzy, ex présidente de l’Association des Journalistes européens

Edición 2009
30 juin 2009
- Véronique Auger, redactora jefa de la rédaccion europea de France 3
- Courrier international
- Quentin Dickinson, director encargado de asuntos europeos– Radio France

Edición 2010
30 juin 2010
- Paul Germain, Le Bar de l’Europe TV5 Monde
- Stéphane Leneuf, Le Téléphone sonne – spécial Europe – France Inter
- Jean Quatremer, Libération

Edición 2011
28 de junio de 2011
- Daniel Desesquelle, Carrefour de l’Europe, RFI
- Alberto Toscano, periodista
- Pascal Verdeau, periodista France 3

Edición 2012
26 de junio de 2012
- Nicolas Gros-Verheyde, sitio « Bruxelles2 »
- Érik Izraelewicz, director del periódico Le Monde
- Stefan de Vries, periodista

Edición 2013
20 de junio de 2013
- Kattalin Landaburu, France 24
- Rudolf Chimelli, periodista
- Euronews

Edición 2014
26 de junio de 2014
- Yves BERTONCINI, Notre Europe –Institut Jacques Delors et Thierry CHOPIN, Fondation Robert Schuman pour leur ouvrage écrit en commun " Des visages sur des clivages : les élections européennes de mai 2014 "2
- Europavox
- Public Sénat

Edición 2015
3 de junio de 2015
- Cartooning for Peace
- Eurochannel
- « Journées Europe » de L’OBS

- Datos: Q15076752

Edición 2016
14 de junio de 2016
- Christophe AYAD, miembro del proyecto Panama Papers, periodista de Le Monde
- Franck BOURGERON, redactor jefe, La Revue Dessinée
- Daniel COHN-BENDIT por su actividad periodística
- France Télévisions